# 2018-as Hungarian Ladies Open
A 2018-as Hungarian Ladies Open női tenisztornát Budapesten rendezték meg 2018. február 18−25. között. A verseny International kategóriájú, összdíjazása 250 000 dollár volt. A mérkőzéseket a BOK (volt SYMA) csarnokban rendezték kemény pályán. Az 1993-tól kis megszakítással folyamatosan rendezett tornára 2018-ban 22. alkalommal kerül sor.
A párosok versenyében nagy magyar siker született, miután a döntőben a Stollár Fanny–Georgina García Pérez magyar-spanyol páros a döntőben nagy meglepetésre 4–6, 6–4, [10–3] arányban legyőzte az első kiemelt Kirsten Flipkens–Johanna Larsson belga-svéd kettőst.
Az egyéni versenyben is meglepetés született, ahol a belga Alison Van Uytvanck 6–3, 3–6, 7–5 arányban győzött az első kiemelt szlovák Dominika Cibulková ellen.

## Döntők

### Egyéni
- Alison Van Uytvanck –  Dominika Cibulková 6–3, 3–6, 7–5

### Páros
- Stollár Fanny /  Georgina García Pérez –  Kirsten Flipkens /  Johanna Larsson 4–6, 6–4, [10–3]

## Világranglistapontok
| Eredmény             | Egyéni | Páros |
| -------------------- | ------ | ----- |
| Győzelem             | 280    | 280   |
| Döntő                | 180    | 180   |
| Elődöntő             | 110    | 110   |
| Negyeddöntő          | 60     | 60    |
| 16 között            | 30     | 1     |
| 32 között            | 1      | –     |
| Kvalifikáció feljutó | 18     | –     |
| Kvalifikáció döntős  | 12     | –     |
| Kvalifikáció (Q1)    | 1      | –     |

## Pénzdíjazás
A torna összdíjazásaként 226 750 amerikai dollár került kiosztásra. Az egyéni bajnok 43 000 dollárt, a győztes páros együttesen 12 300 dollárt kapott.
| Eredmény                | Egyéni   | Páros    |
| ----------------------- | -------- | -------- |
| Győzelem                | 43 000 $ | 12 300 $ |
| Döntő                   | 21 400 $ | 6400 $   |
| Elődöntő                | 11 500 $ | 3435 $   |
| Negyeddöntő             | 6175 $   | 1820 $   |
| 16 között               | 3400 $   | 960 $    |
| 32 között               | 2100 $   | –        |
| Kvalifikációból feljutó | 0 $      | –        |
| Kvalifikáció döntős     | 1020 $   | –        |
| Kvalifikáció (Q1)       | 600 $    | –        |

## A torna menetrendje
| Dátum                 | Esemény                             | Kezdési idő |
| --------------------- | ----------------------------------- | ----------- |
| február 18. vasárnap  | Kvalifikációs mérkőzések            | 10:00       |
| február 19. hétfő     | Kvalifikáció Egyéni és páros 1. kör | 11:00       |
| február 20. kedd      | Egyéni és páros 1. kör              | 10:00       |
| február 21. szerda    | Egyéni 1. és 2. kör Páros 1. kör    | 10:00       |
| február 22. csütörtök | Egyéni 2. kör Páros negyeddöntők    | 11:00       |
| február 23. péntek    | Egyéni negyeddöntők Páros elődöntő  | 13:00       |
| február 24. szombat   | Egyéni elődöntők Páros elődöntő     | 15:00       |
| február 25. vasárnap  | Páros döntő Egyéni döntő            | 15:00       |